# Angelica Kauffmann
Pour les articles homonymes, voir Kauffmann.
Angelica Catherina Kauffmann, née le 30 octobre 1741 à Coire (ligue de la Maison-Dieu, aujourd'hui en Suisse) et morte le 5 novembre 1807 à Rome, est une artiste peintre autrichienne.
Elle est l'une des femmes peintres et portraitistes les plus célèbres du XVIIIe siècle. Son style est à mi-chemin entre le néoclassicisme et l’Empfindsamkeit. Connue pour ses portraits et ses autoportraits, Kauffmann se spécialise également dans la représentation de thèmes mythologiques tels que Zeuxis et Pygmalion. C'est également une des premières et rares femmes peintres à avoir connu de son vivant un succès international, et l'une des plus éminentes représentantes de l'autoportrait féminin en peinture.

## Biographie
Angelica Kauffmann est la fille du peintre autrichien Joseph Johann Kauffmann (en) (1707–1782). Originaire du Voralberg, il était installé à Coire, en tant que peintre de la cour de l'évêque de Coire. Elle s'exerce fort jeune à la peinture. En 1752, sa famille s'installe à Côme, où le père devient peintre du comte de Salis, noble famille d'origine suisse.

### Formation
Elle développe ses talents d'enfant prodige et apprend son art au bord du lac de Côme et à Milan, où elle se spécialise dans les portraits et s'instruit en musique. C'est son père qui se charge de son éducation et sa mère de l'allemand, de l'italien et plus tard du français. Elle peint son premier autoportrait en 1753. De 1754 à 1757, la famille voyage en Italie et s'arrête à Milan chez un gouverneur-général autrichien (Milan appartenait alors à l'empire d'Autriche) et au palais du duc de Modène d'Este.
Lorsque sa mère meurt à Milan en 1757, la jeune fille s'installe au pays natal paternel dans la forêt de Brégence, près de Schwarzenberg, où son père décore tout l'intérieur de l'église, endommagée après un incendie. De cette époque datent plusieurs tableaux de jeunesse de l'artiste, et c'est elle également que son père charge de peindre à l'église les personnages des apôtres — son unique travail de fresque —, d'après Piazzetta.
Une fois cette tâche accomplie, elle part entre 1757 et 1759 pour Meersburg et Tettnang, afin, entre autres portraits, de peindre ceux du prince-évêque de Constance, le cardinal von Rodt, et des membres de la famille du comte de Montfort. Elle retourne en Italie avec son père en 1760 pour étudier les antiques et l'art de la Renaissance. Ils séjournent à Milan, Modène et Parme, et le 9 juin 1762 arrivent à Florence. Le 5 octobre 1762, elle est nommée membre d'honneur de l'Académie des beaux-arts de Bologne et, cinq jours, plus tard, obtient le diplôme de l'Accademia di Disegno. De janvier 1763 à 1766, le père et sa fille se fixent à Rome. Elle y fait de nombreux portraits dont celui du fameux Johann Joachim Winckelmann qui habitait alors à Rome. Entretemps, elle entreprend un voyage à Naples et à Ischia entre le 6 juillet 1763 et le 12 avril 1764. Elle peint plusieurs copies au palais Capodimonte et remercie le roi de Naples, encore enfant, par un portrait. Elle est lancée à Naples par les nombreux Anglais qui s'y trouvent. Elle exécute le portrait de l'acteur David Garrick en séjour à Naples, qui est tellement satisfait du tableau qu'il permet au père d'Angelica de l'envoyer à Londres à l'exposition de la Society of Artists. Ce tableau fit le début de sa renommée à Londres.

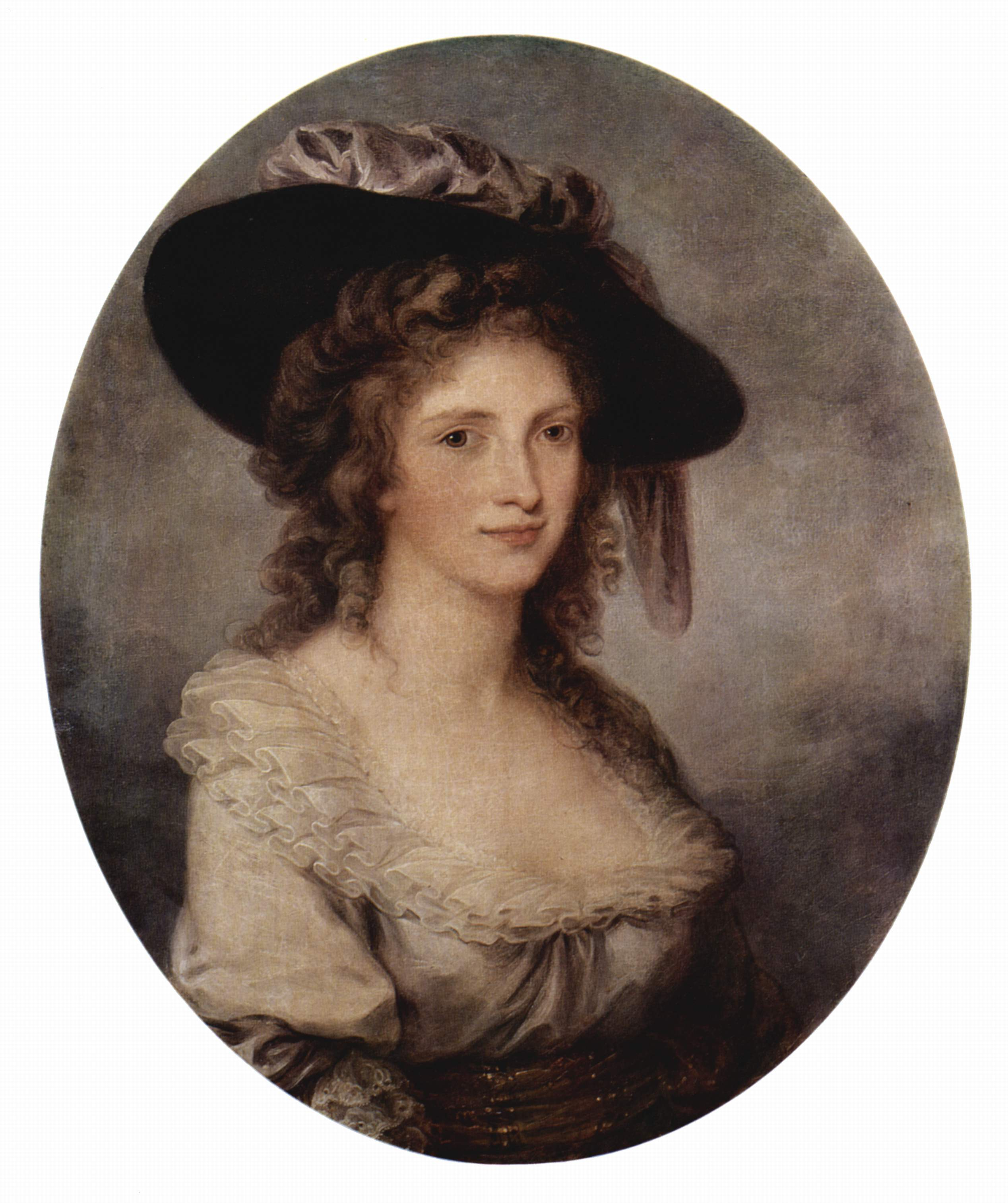
Autoportrait (entre 1780 et 1785),, Saint-Pétersbourg, musée de l'Ermitage.

Le 5 mai 1765, elle est acceptée comme membre de l'Accademia di San Luca de Rome. Le 1er juillet 1765, elle se rend à Venise en passant par Bologne.

### À Londres

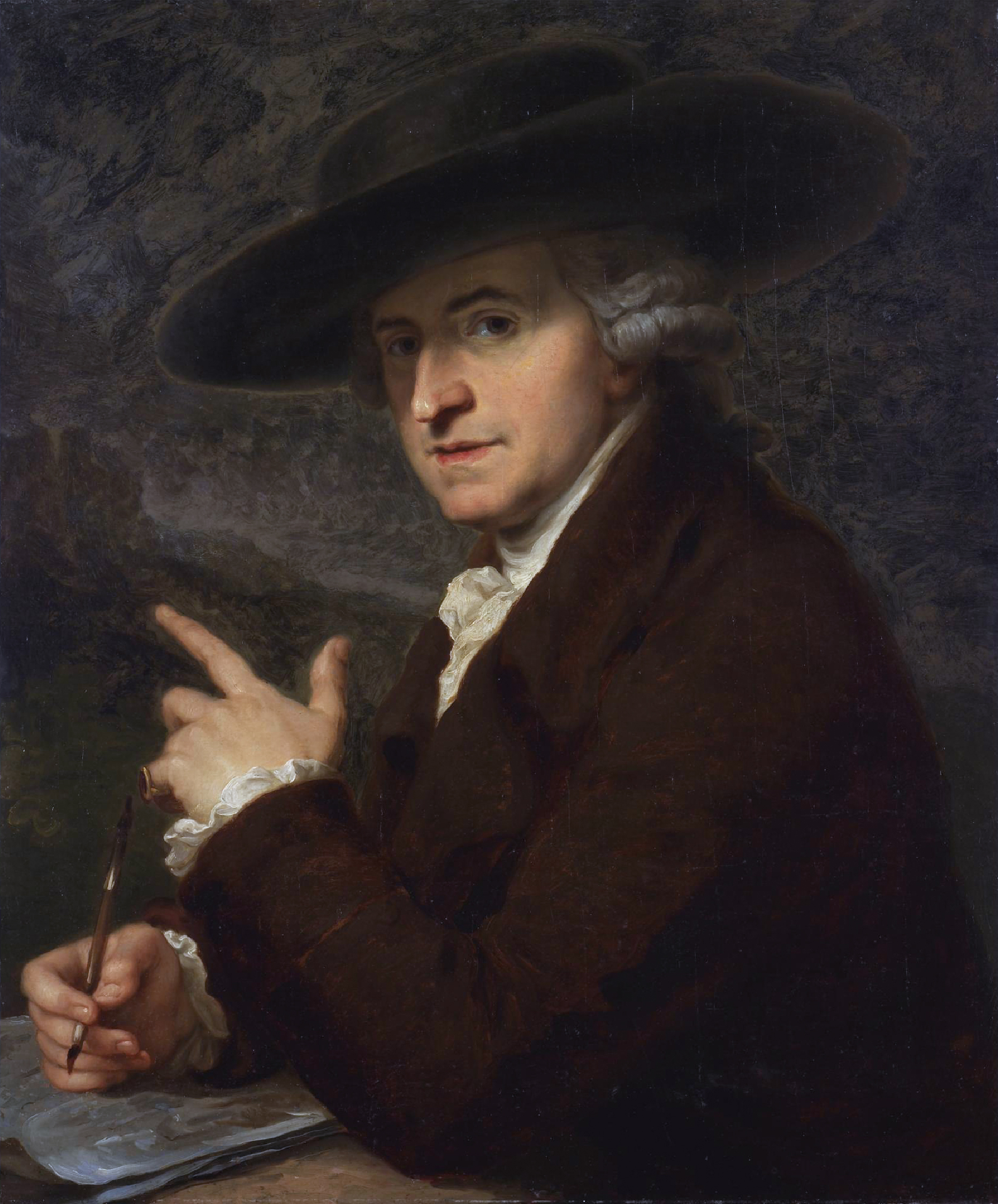
Antonio Pietro Zucchi,
Angelica Kauffmann,
collection privée.

À l'invitation de Lady Wentworth, son père et elle se rendent à Londres, où ils arrivent le 22 juin 1766, et disposent d'un appartement donnant sur Suffolk Street à Charing Cross. Elle rend visite à Reynolds à son atelier le 30 juin suivant. Les deux artistes se feront mutuellement leurs portraits par la suite. Elle acquiert une grande réputation comme portraitiste. Cependant, elle a le malheur d'être dupée par un homme d'origine suédoise qui prenait le titre de comte de Horn, et qu'elle épouse. Il s'enfuit quelques mois plus tard avec la fortune de sa femme. Le mariage fut invalidé par un jugement de l'Église anglicane du 10 février 1768.
Elle fut un des membres fondateurs de la Royal Academy en 1768,. Lors de ses débuts à Londres, Kauffmann bénéficie du patronage de plusieurs femmes pour lesquelles elle réalise des portraits dont Anne Seymour Conway qui deviendra plus tard sculptrice. Parmi ses commanditaires d'influence se démarquent également des membres de la famille royale tels que la princesse Augusta Charlotte de Hanovre, mère de George III, ainsi que la reine Charlotte de Mecklembourg-Strelitz qui aida Kauffmann à établir sa réputation.
À Londres, elle épouse en juillet 1781 le peintre vénitien Antonio Zucchi (1726-1795) qui, comme elle, a connu le succès en Angleterre avant de se retirer dans les États pontificaux. Elle repasse après son mariage à Schwarzenberg, dans les Flandres, à Padoue, à Vérone et à Venise, et confirme sa réputation en Italie par plusieurs ouvrages très remarqués. Son père meurt en janvier 1782.

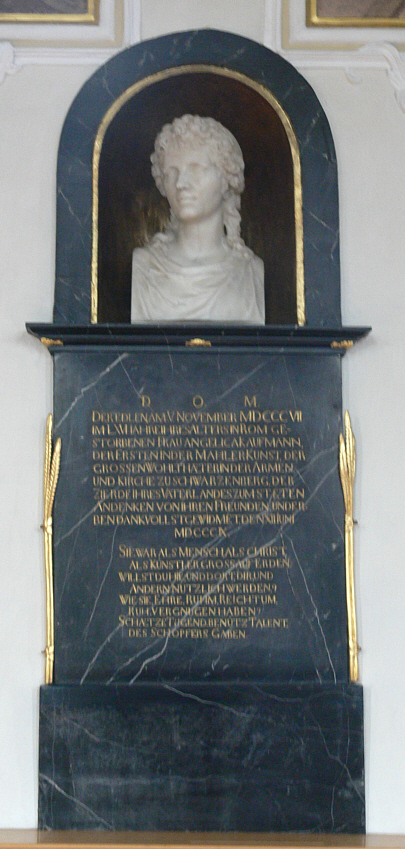
Stèle commémorative, Schwarzenberg, église paroissiale de la Sainte-Trinité.

### Installation à Rome
En novembre 1782, elle et son mari achètent un atelier à Rome, près de la Trinité-des-Monts. L'ancienne maison du peintre Anton Raphael Mengs au 72 de la Via Sistina devient le lieu de rencontre des artistes de la Ville éternelle et également celui de leurs commanditaires issus de la haute aristocratie. Elle est une des personnes exceptionnelles à Rome à la fin du XVIIIe siècle avec ses relations internationales étendues et un grand cercle d'amis. L'empereur Joseph II est venu en invité d'honneur, ainsi que le prince héritier de Bavière, la duchesse de Saxe-Weimar (l'un des esprits les plus éclairés de son temps). L'autoportrait de Munich a été commandé en 1784 par le comte Franz Laktanz Firmian (1712-1786) de Salzbourg pour sa collection de portraits d'artistes au palais Leopoldskron, dissoute après sa mort en 1786. Goethe en 1787, ou encore Herder en 1788 et 1789, lui rendirent visite. Ce dernier qualifia Angelica Kauffmann de « femme la plus cultivée d'Europe. » Une amitié étroite la lie jusqu'à la mort avec Johann Friedrich Reiffenstein (de) (1719-1793), acheteur d'art pour les grands collectionneurs.
En 1794, elle présente un autoportrait magistral où elle se représente à la croisée des chemins entre les allégories de la Musique et la Peinture. Cette œuvre représente un point tournant de la vie de l’artiste, lorsqu'elle choisit de mettre en avant sa carrière de peintre au détriment de ses talents musicaux. Son mari Antonio Zucchi meurt en 1795. Par la suite, elle vit retirée, peignant de plus en plus de toiles à sujets religieux. Gravement malade depuis 1802, elle meurt le 5 novembre 1807. Elle est enterrée à Rome à l'église Sant'Andrea delle Frate.

## Postérité
Un musée porte son nom à Schwarzenberg.

## Œuvres
- Portrait de Winckelmann, 1764, huile sur toile, Zurich, Kunsthaus Zürich.
- Cléopâtre ornant le tombeau de Marc Antoine, 1770, huile sur toile, The Burghley House, Stamford.
- Amusement du matin, 1773, huile sur toile, Moscou, musée Pouchkine.
- Portrait d'une dame en vestale (dernier quart du siècle), huile sur toile, 92 × 72 cm, Dresde, Gemäldegalerie.
- Ariane abandonnée par Thésée, 1774, huile sur toile, Houston, musée des Beaux-Arts de Houston.
- Mary, Duchess of Richmond, 1775, huile sur toile, Goodwood Collection.
- Hector appelant Pâris au combat, 1775, huile sur toile, Saint-Pétersbourg, musée de l'Ermitage.
- Léonard de Vinci expirant dans les bras de François Ier, 1778, acheté à Venise en 1781 par le grand-duc Paul de Russie[15].
- Arminius vainqueur de Varus[16].
- Les trois Grâces, œuvre interprétée en gravure par Charles-François-Adrien Macret.
- La Couleur, 1778-1780, huile sur toile, Royal Academy of Arts.
- La Nymphe endormie, observée par un berger, vers 1780, huile sur cuivre, 45,72 × 52 cm, Victoria and Albert Museum[17].
- La Beauté guidée par la Prudence et couronnée par la Perfection, 1780, 65,5 × 65,5 cm, Tallinn, musée d'art d'Estonie.
- Autoportrait, 1780-1785, huile sur toile, 76,5 × 63 cm, Saint-Pétersbourg, musée de l'Ermitage.
- La Séparation d'Abélard et d'Héloïse (1780), huile sur toile, Saint-Pétersbourg, musée de l'Ermitage.
- Télémaque et les nymphes de Calypso, 1782, huile sur toile, 82,6 × 112,4 cm, New York, Metropolitan Museum of Art.
- Le Chagrin de Télémaque, 1783, huile sur toile, New York, Metropolitan Museum of Art.
- Portrait de la famille de Ferdinand IV, 1783, huile sur toile, 310 × 426 cm, Naples, musée national de Capodimonte.
- Autoportrait, 1784, huile sur toile, 64,8 × 50,7 cm Munich, Neue Pinakothek, Inv. Nr. 1056.
- Portrait de la baronne de Krüdener, 1786, huile sur toile, Paris, musée du Louvre.
- Autoportrait (1787), huile sur toile, 128 × 93 cm, musée des Offices, Corridor Vasari, Florence[18].
- Virgile lisant l'Énéide à Auguste et Octavie (1788), huile sur toile, Saint-Pétersbourg, musée de l'Ermitage.
- Portrait de la duchesse de Saxe-Weimar-Eisenach, 1789, huile sur toile, Weimar, Klassik Stiftung.
- Vénus persuadant Hélène d'aimer Pâris, 1790, huile sur toile, 102 × 128 cm, Saint-Pétersbourg, musée de l'Ermitage.
- Autoportrait (1792), huile sur toile, Moscou, musée Pouchkine.
- Jésus et la Samaritaine au puits de Jacob, 1796, huile sur toile, 123,5 × 158,5 cm, Munich, Neue Pinakothek.
- Le Général Augustin de Lespinasse, 1798, Paris, musée de l'Armée.
- Allégorie chrétienne, 1798, huile sur toile, 154,5 × 121,5 cm, musée des Beaux-Arts de Brest[19].
- La Pompe funèbre de Pallas, d'après l'Énéide[réf. nécessaire].

Œuvres d'Angelica Kauffmann
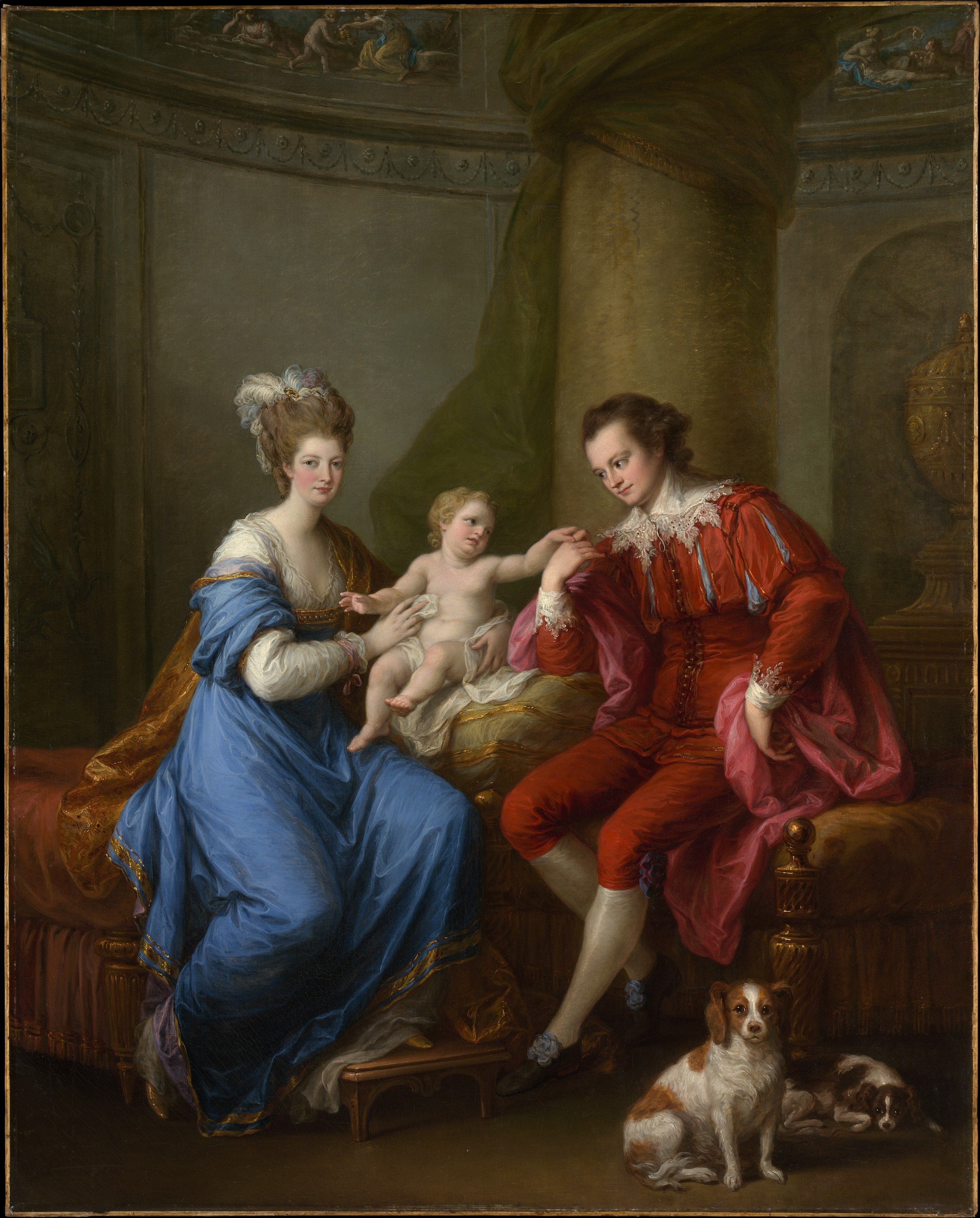
Portrait du 12e comte de Derby, avec sa première épouse Elizabeth Hamilton et leur  fils Edward (vers 1776), New York, Metropolitan Museum of Art.
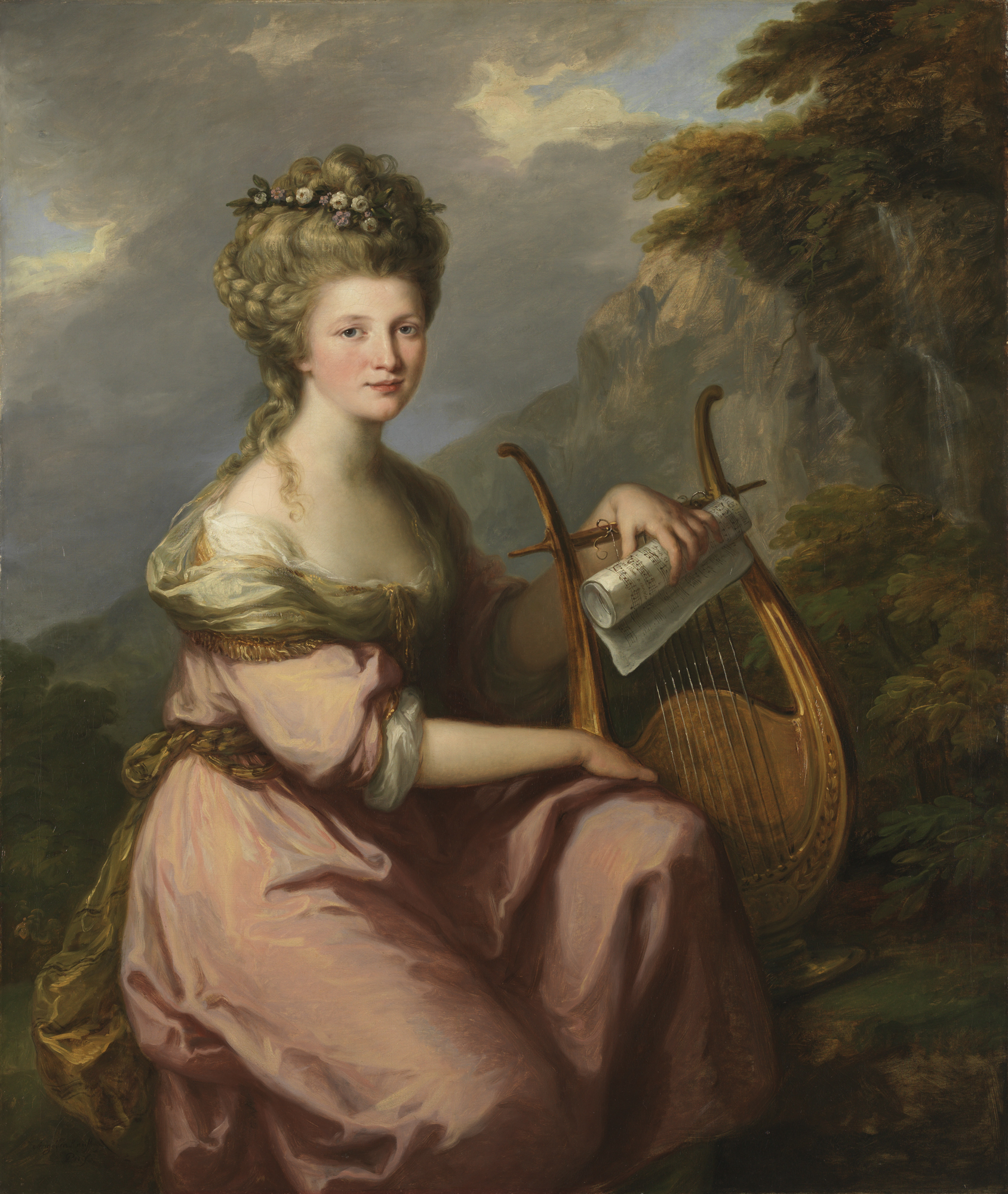
Sarah Harrop (Mme Bates) en muse (1780-1781), musée d'Art de l'université de Princeton.
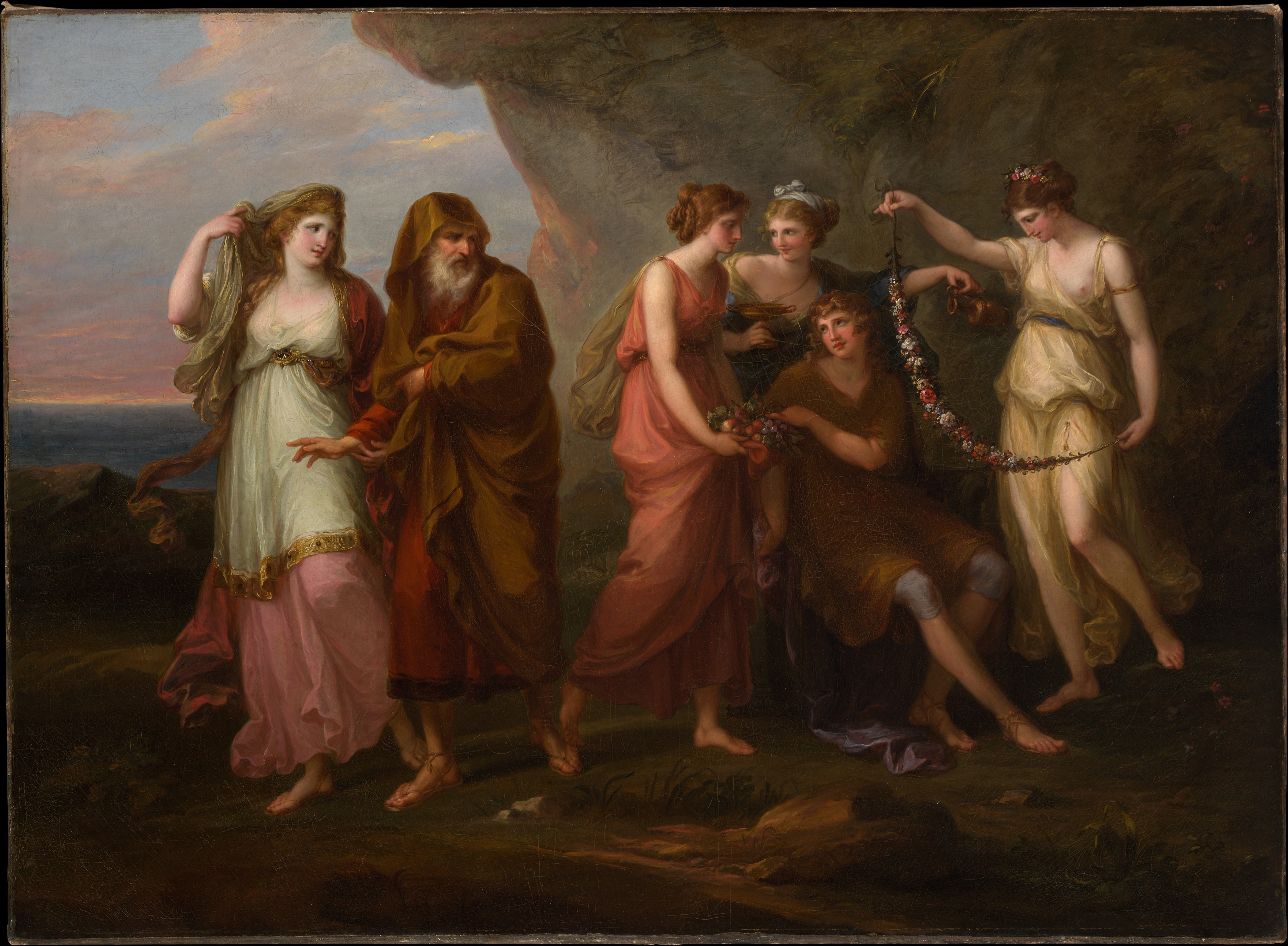
Télémaque et les nymphes de Calypso (1782), New York, Metropolitan Museum of Art.
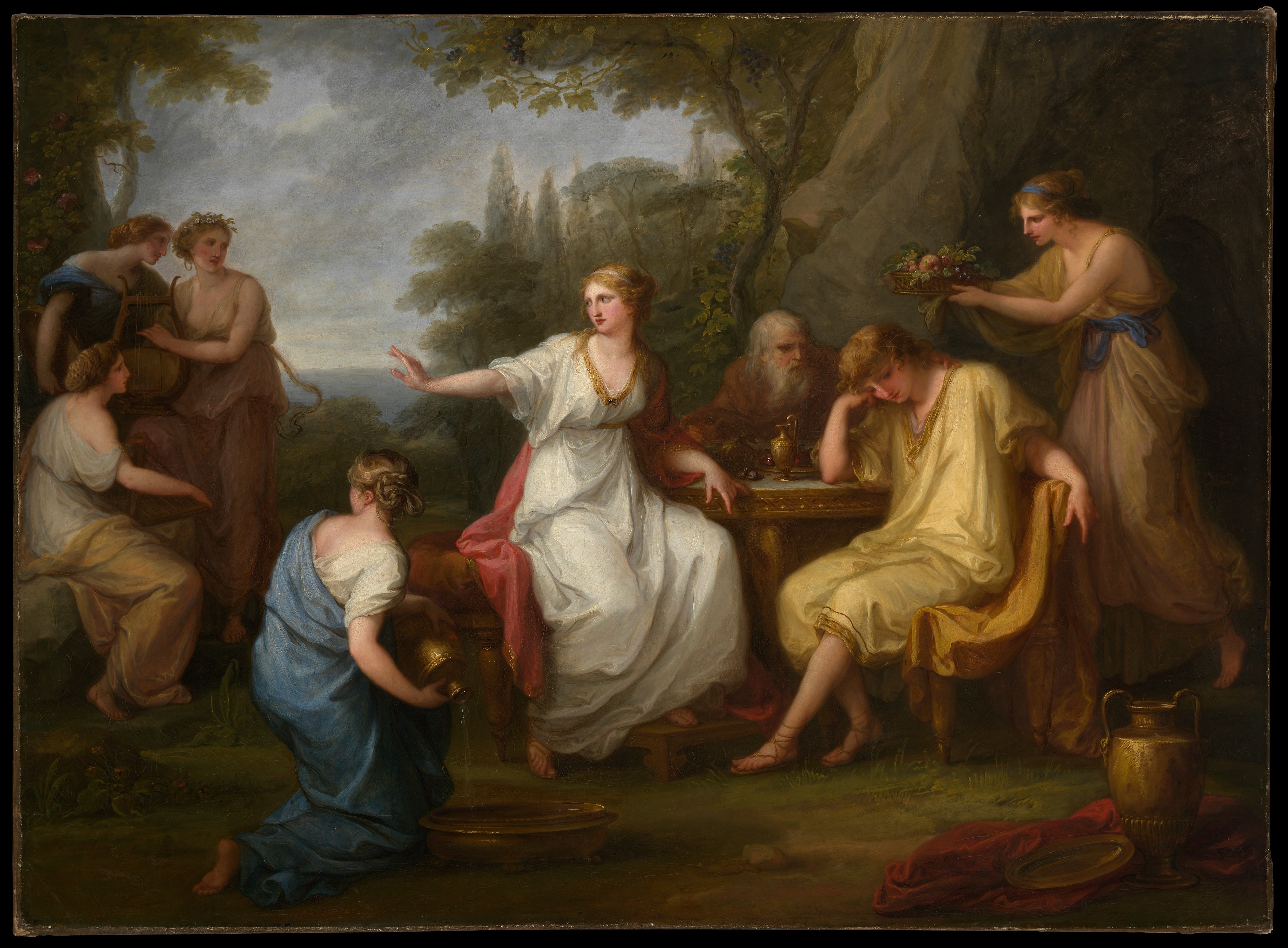
Le Chagrin de Télémaque (1783), New York, Metropolitan Museum of Art.
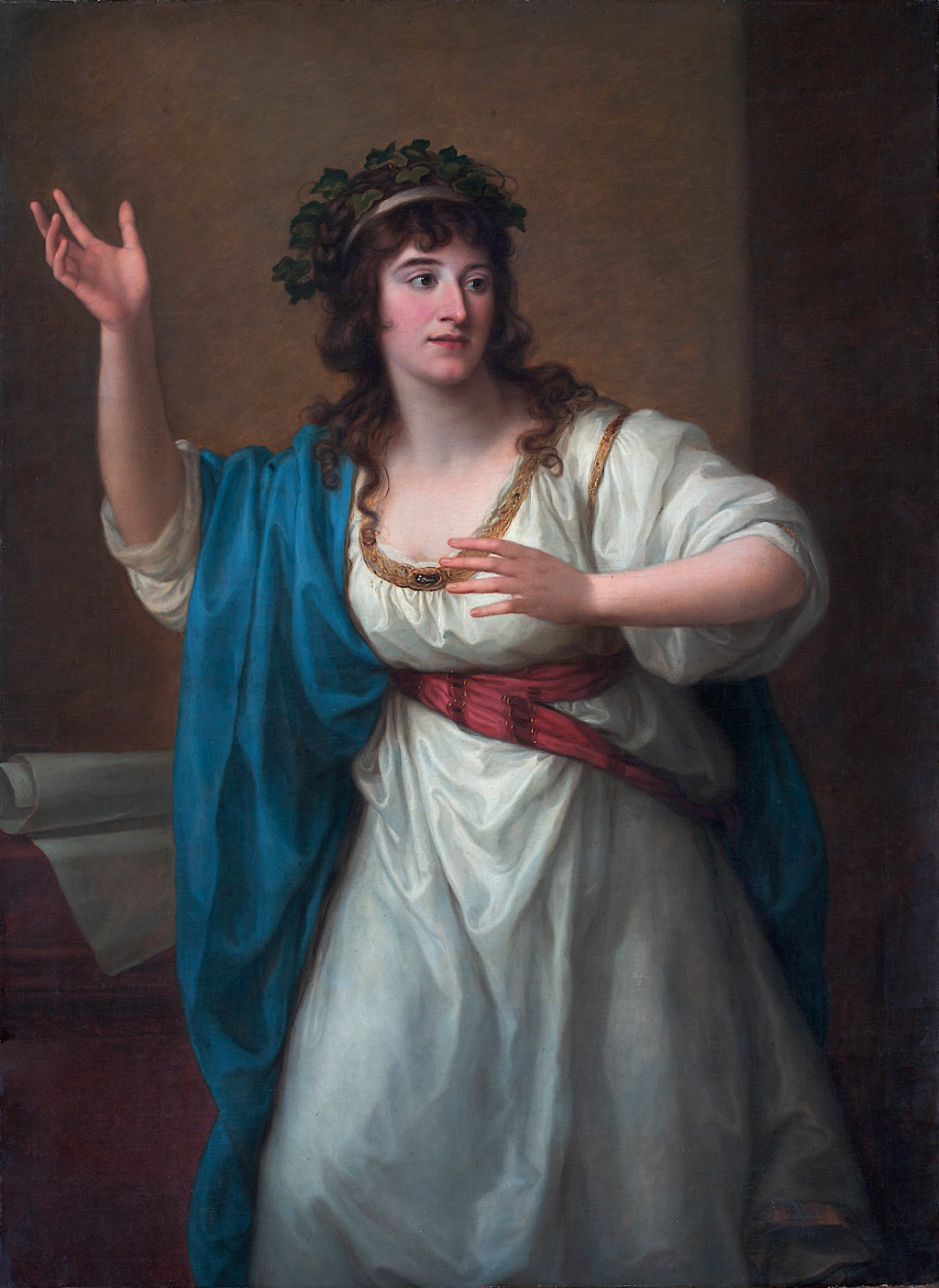
Teresa Bandettini (1794), Düsseldorf, Museum Kunstpalast.
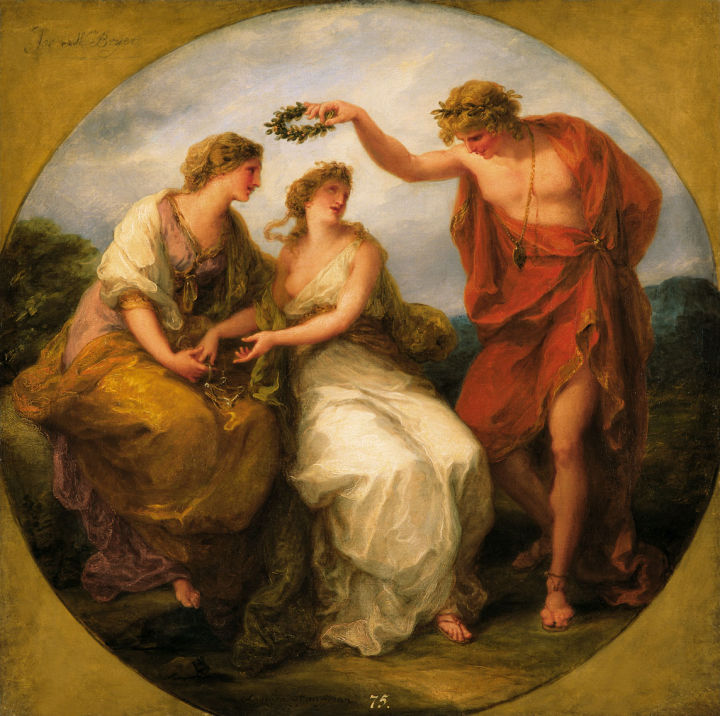
La Beauté guidée par la Prudence et couronnée par la Perfection (1780), Tallinn, musée d'Art d'Estonie.
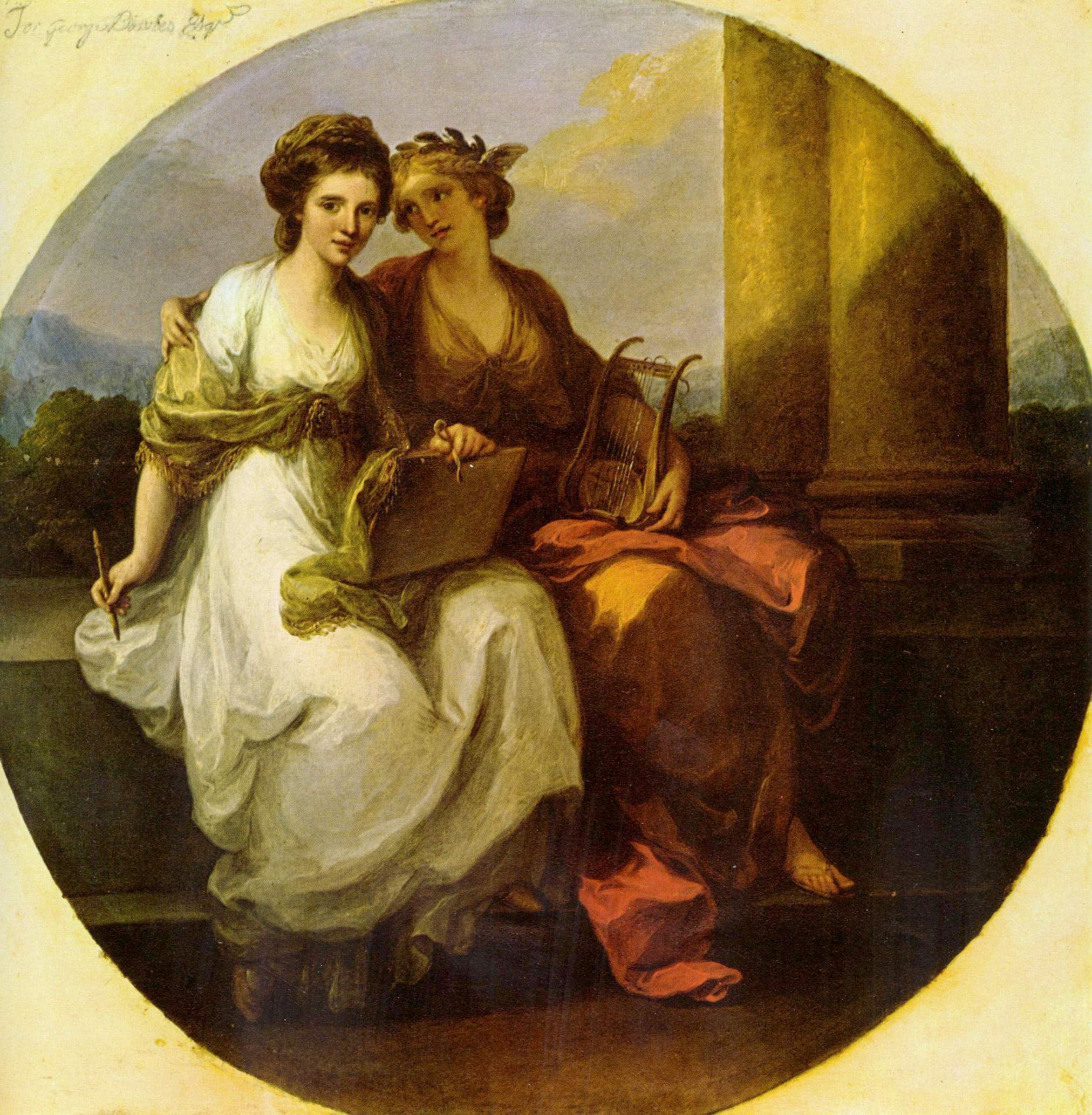
La Poésie et la Musique (1782), Londres, collection particulière.
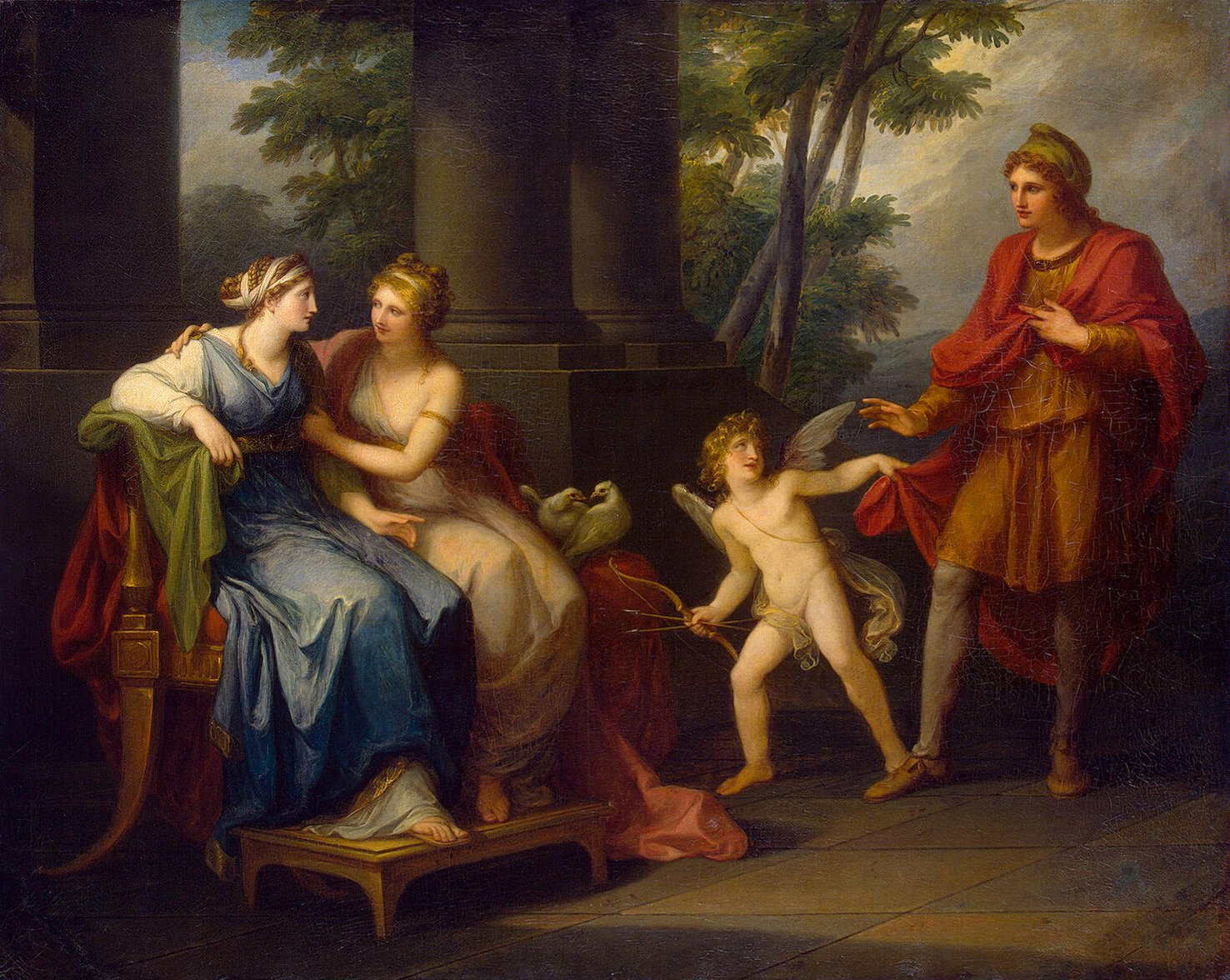
Vénus persuadant Hélène d'aimer Pâris (1790), Saint-Pétersbourg, musée de l'Ermitage.
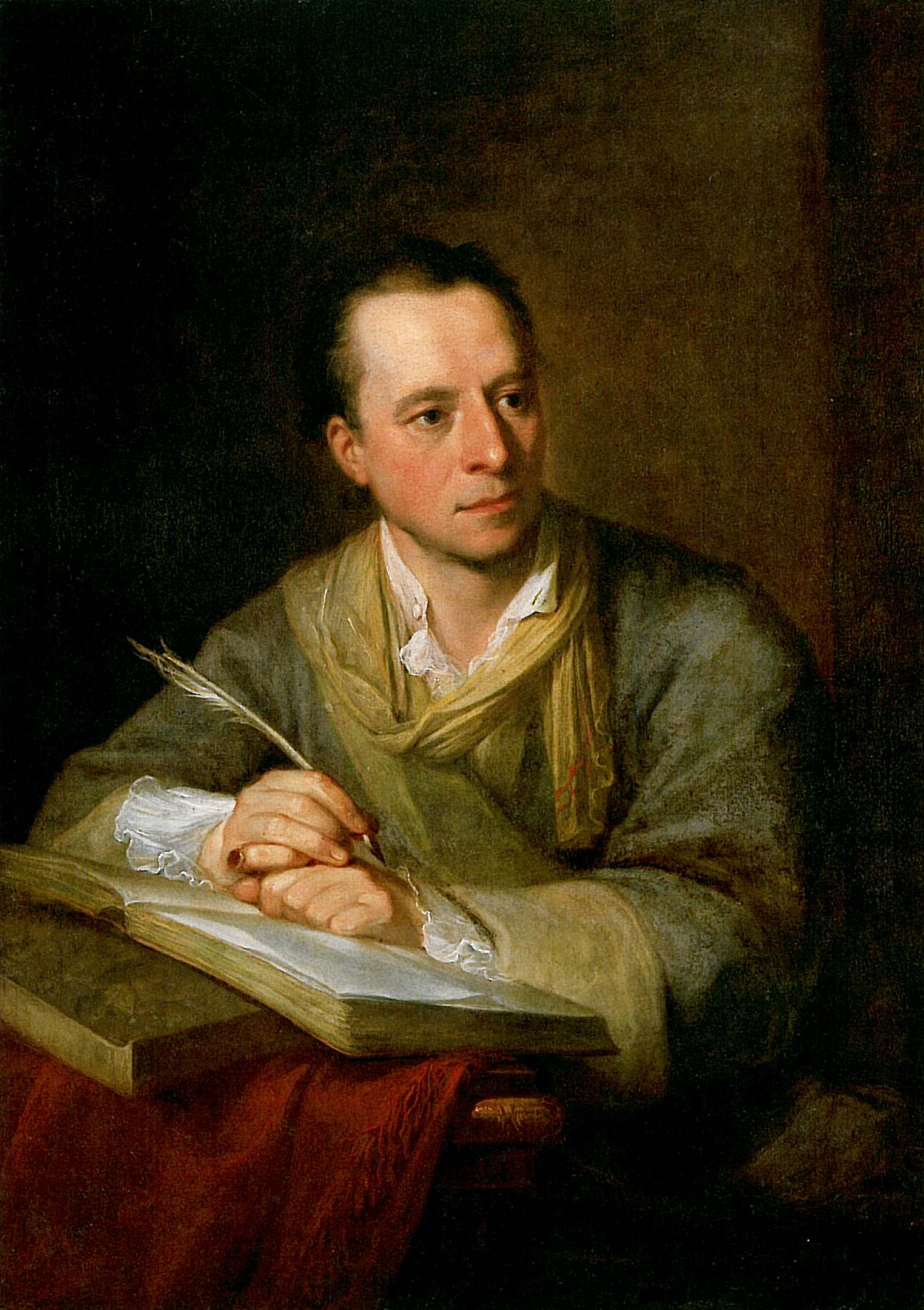
Johann Joachim Winckelmann (1764), Kunsthaus de Zurich.
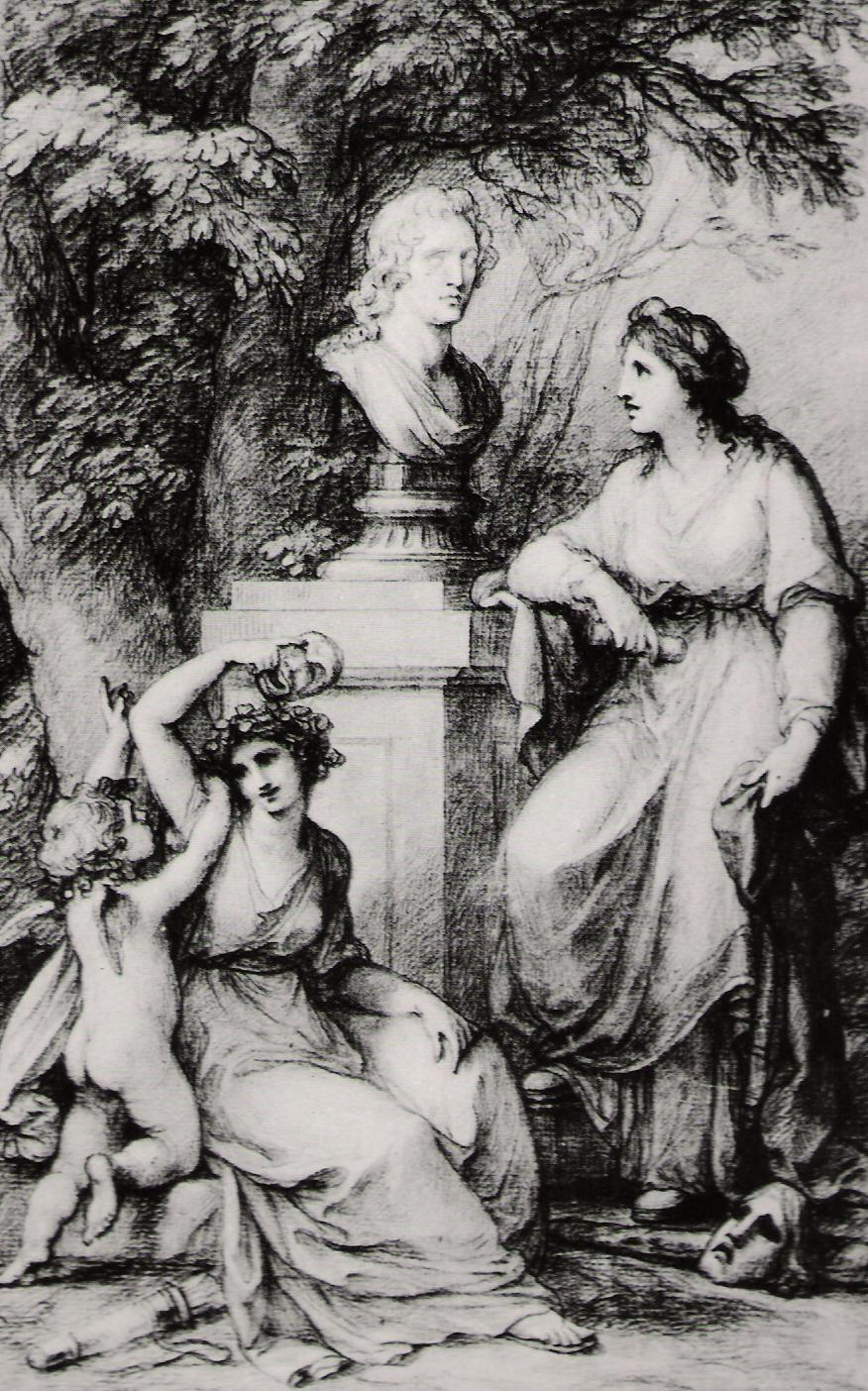
Hommage à Goethe (1792), localisation inconnue.

## Exposition
- « Retrospektive Angelika Kauffmann », Düsseldorf, Kunstmuseum, 15 novembre 1998- 24 janvier 1999 ; Munich, Haus der Kunst, 5 février- 18 avril 1999 ; Coire, Bündner Kunstmuseum, 8 mai-11 juillet 1999.
- Verrückt nach Angelica Kauffmann, Düsseldorf, Kunstpalast, 30 janvier au 24 mai 2020[20]
- Angelica Kauffmann, Royal Academy of Arts, Londres, 28 juin au 20 septembre 2020[20]